# Hans Niessl
Hans Niessl, né le 12 juin 1951 à Zurndorf, est un homme politique autrichien membre du Parti social-démocrate d'Autriche (SPÖ).
De 2000 à 2019, il est Landeshauptmann de Burgenland.